# Biorno Braço de Ferro
Biorno Braço de Ferro (em dinamarquês: Bjørn Jernside, LITERALMENTE Bjørn, Costado de Ferro; em sueco: Björn Järnsida; em nórdico antigo: Bjǫrn Járnsíða; em latim: Biornus, Bier Costae ferreae) foi um lendário caudilho viquingue, de origem dinamarquesa, que teria vivido no século IX. Segundo a lenda, a alcunha Järnsida ("Costado de Ferro") foi-lhe atribuída por ele ser "invulnerável", depois de a mãe lhe ter dado uma poção mágica.
Segundo a Saga de Hervör e a Saga de Ragnar Lodbrok, Biorno teria sido um dos quatro filhos de Ragnar Lodbrok com Aslauga, tendo herdado o domínio de Svitjod, embrião da futura Suécia. Conta-se que foi o primeiro soberano da Casa de Munsö.
Biorno comandou uma expedição de pilhagem de viquingues no século IX à região do rio Sena na França, e mais tarde, juntamente com os seus irmãos, a Espanha, ao Sul da França e à Itália. Participou igualmente em expedições de conquista da Inglaterra. Regressado à Escandinávia, viveu o resto dos seus dias como um homem rico. Segundo a lenda, está sepultado num montículo, chamado "túmulo de Biorno Braço de Ferro" (Björn Järnsidas hög), com 5 m de altura e 20 m de largura, encontrado no século XVIII na ilha de Munsö por alguns antiquários. Em cima desse montículo, estão os remanescentes de uma pedra rúnica catalogada como U 13.
|  |  |  |  |  |  |  |  |  |  |  |  |  |  |  |  |  |  |                |                |                |                |                |                | Biorno Braço de Ferro Björn Järnsida |  |  |  |  |  |       |       |       |       |       |       |  |  |  |  |
|  |  |  |  |  |  |  |  |  |  |  |  |  |  |  |  |  |  |                |                |                |                |                |                |                                      |  |  |  |  |  |       |       |       |       |       |       |  |  |  |  |
|  |  |  |  |  |  |  |  |  |  |  |  |  |  |  |  |  |  |                |                |                |                |                |                |                                      |  |  |  |  |  |       |       |       |       |       |       |  |  |  |  |
|  |  |  |  |  |  |  |  |  |  |  |  |  |  |  |  |  |  | Erik Björnsson | Erik Björnsson | Erik Björnsson | Erik Björnsson | Erik Björnsson | Erik Björnsson |                                      |  |  |  |  |  | Refil | Refil | Refil | Refil | Refil | Refil |  |  |  |  |

## Na ficção
Na série Vikings, do canal History, Biorno Braço de Ferro é interpretado por Alexander Ludwig. Na série, Biorno é filho de Lagertha, em vez de Aslauga, como consta no Conto dos filhos de Ragnar (Ragnarssona þáttr). Originalmente, de acordo com o livro IX do Feitos dos Danos, o único filho varão que Lagertha teria tido com Ragnar seria Fridleif.